# Keith Murdoch (rugby à XV)
Ne doit pas être confondu avec Keith Murdoch.
Pour les articles homonymes, voir Murdoch.
Pas d'image ? Cliquez ici

a Compétitions nationales et continentales officielles uniquement.

b Matchs officiels uniquement.
Keith Murdoch, né le 9 septembre 1943 à Dunedin et mort le 27 février 2018 à Carnarvon en Australie, est un international néo-zélandais de rugby à XV évoluant au poste de pilier.

## Biographie
Keith Murdoch est né le 9 septembre 1943 à Dunedin. Joueur à Otago en 1964, sa saison l'amène à être classé parmi les cinq joueurs les plus prometteurs de la saison par le Rugby Almanack. Après une saison à Hawke's Bay où il dispute six rencontres puis une autre à Auckland où il participe à deux matchs, il revient jouer à Otago jusqu'en 1972. Absent de toute compétition en 1968, son année 1969 lui permet d'être remarqué par le sélectionneur néo-zélandais Ivan Vodanovich et d'intégrer la sélection des All Blacks pour une tournée en Afrique du Sud en 1970. Murdoch est ainsi le 686e joueur à revêtir le maillot noir et dispute cette année-là son premier test match. Régulièrement blessé en 1970, 1971 et 1972, il rejoue en sélection en septembre 1972 contre l'Australie avant d'être retenu pour la tournée néo-zélandaise en Europe et Amérique du Nord de 1972-1973.
Lors de cette tournée, Murdoch participe le 2 décembre à un test match contre le Pays de Galles. Il inscrit le seul essai néo-zélandais du match lors d'une rencontre remportée par les All Blacks sur le score de 19 à 16. Cet essai permet à son équipe de remporter la victoire. Après le match, un incident impliquant Murdoch et plusieurs personnes occasionnant des blessures pour un vigile se produit au bar de l'Angel Hotel, un hôtel situé en face de l'Arms Park où s'est disputée la rencontre. Deux jours plus tard, Murdoch est exclu de la tournée par le manager néo-zélandais Ernie Todd. Renvoyé en Nouvelle-Zélande, Murdoch ne rentre cependant pas dans son pays et disparaît au cours du vol. Présumé parti vivre en Australie, il y est retrouvé par un journaliste en 1977. En 2001, il réapparaît à l'occasion d'une affaire d'homicide en Australie. Ayant été en contact avec la victime plusieurs semaines avant sa mort, il est cité comme témoin et n'est pas mis en cause dans l'affaire,,.
Depuis l'exclusion de Murdoch, en guise de pardon, chaque déplacement des All Blacks à Cardiff amène plusieurs membres de la sélection à se rendre au bar de l'Angel Hotel.
La Fédération néo-zélandaise annonce son décès le vendredi 30 mars 2018, à l'âge de 74 ans.

## Caractéristiques
Capable d'évoluer aux deux postes de pilier, il est ainsi numéro 3 néo-zélandais lors de deux de ses trois sélections, sa dernière se déroulant au poste de numéro 1. Reconnu comme « puissant » à son poste, il pèse durant sa carrière 110 kilos. Son gabarit, atypique et qui nécessite pour lui des retouches sur les tenues portées quand il est en sélection, ne l'empêche cependant pas d'être mobile dans ses déplacements.

## Statistiques
Keith Murdoch compte 3 sélections avec la Nouvelle-Zélande disputées en tant que titulaire. Il inscrit quatre points qui correspondent à un essai. Il obtient sa première sélection le 12 septembre 1970 lors d'une rencontre contre l'Afrique du Sud.